# Loppi
Loppi (Loppis in svedese) è un comune finlandese di 7749 abitanti, situato nella regione del Kanta-Häme.